# Baryon Oméga
En physique des particules, un baryon oméga, noté par la lettre Ω, est un baryon qui ne contient aucun quark down ou quark up.

## Liste

### Baryons oméga observés
Le premier baryon oméga à avoir été découvert est le baryon Ω−, composé de trois quarks strange. Sa découverte fut une grande avancée dans l'étude des quarks, dans la mesure où son existence, sa masse et ses produits de désintégration avaient été correctement prédits par la théorie auparavant. La désintégration du baryon oméga se fait par le biais de l'interaction faible, ce qui lui confère une relativement longue durée de vie.
Mis à part le Ω−, deux autres baryons oméga ont été observés :
- Ω0c, dans lequel un quark strange est remplacé par un quark charm ;
- Ω−b, dans lequel un quark strange est remplacé par un quark bottom.

| Symbole | Quarks | Masse au repos (MeV.c-2) | Isospin | Spin | Charge (e) | Étrangeté | Charme | Bottomness | Durée de vie (s) | Désintégration  |
| ------- | ------ | ------------------------ | ------- | ---- | ---------- | --------- | ------ | ---------- | ---------------- | --------------- |
| Ω−      | sss    | 1 672,4                  | 0       | 3/2+ | -1         | -3        | 0      | 0          | 0,82×10-10       | Λ0 + K- Ξ0 + π− |
| Ω0c     | ssc    | 2 697,5                  | 0       | 1/2+ | 0          | -2        | +1     | 0          | 268×10−15        | voir            |
| Ω−b     | ssb    | 6 054,4                  | 0       | 1/2+ | -1         | -2        | 0      | -1         | 1,13×10-12       | Ω− + J/ψ        |

### Baryons oméga théoriques
L'existence des baryons oméga suivants a été prédite par la physique des particules, mais n'a pas été observée.
| Symbole | Quarks | Masse au repos (MeV.c-2) | Isospin | Spin | Charge (e) | Étrangeté | Charme | Bottomness | Durée de vie (s) | Désintégration |
| ------- | ------ | ------------------------ | ------- | ---- | ---------- | --------- | ------ | ---------- | ---------------- | -------------- |
| Ω+cc    | scc    | ?                        | 0       | 1/2+ | +1         | -1        | +2     | 0          | ?                | ?              |
| Ω0cb    | scb    | ?                        | 0       | 1/2+ | 0          | -1        | -1     | -1         | ?                | ?              |
| Ω−bb    | sbb    | ?                        | 0       | 1/2+ | -1         | -1        | 0      | -2         | ?                | ?              |
| Ω++ccc  | ccc    | ?                        | 0       | 3/2+ | +2         | 0         | +3     | 0          | ?                | ?              |
| Ω+ccb   | ccb    | ?                        | 0       | 1/2+ | +1         | 0         | 2      | -1         | ?                | ?              |
| Ω0cbb   | cbb    | ?                        | 0       | 1/2+ | 0          | 0         | +1     | -2         | ?                | ?              |
| Ω−bbb   | bbb    | ?                        | 0       | 3/2+ | -1         | 0         | 0      | -3         | ?                | ?              |